# Kósa (keresztnév)
A Kósa a Ko- kezdetű személynevek régi magyar becenevéből önállósult.

## Gyakorisága
Az 1990-es években szórványos név, a 2000-es években nem szerepel a 100 leggyakoribb férfinév között.

## Névnapok
- szeptember 7.[2]
- szeptember 27.[2]